# Burgstelle Bol
Die Burgstelle Bol ist eine abgegangene Höhenburg bei Dettingen unter Teck im Landkreis Esslingen in Baden-Württemberg.
Die 1275 erwähnte Burg wurde von den Rittern von Bol 1700 Meter westsüdwestlich von Dettingen in einer Höhe von etwa 415 m ü. NHN auf der Spitze einer nach Norden vorspringenden Bergzunge Bol des Berges Käppele (477 m ü. NHN) erbaut. Sie war später im Besitz der Ministerialen von Teck und wurde im 14. Jahrhundert zerstört. Die ringförmige Burgstelle hat einen Durchmesser von etwa 20 Metern. Sie ist frei zugänglich, erhalten sind Graben, Wall und Kellermulde. In ihrer Form entspricht der Burgstall einer Turmhügelburg.

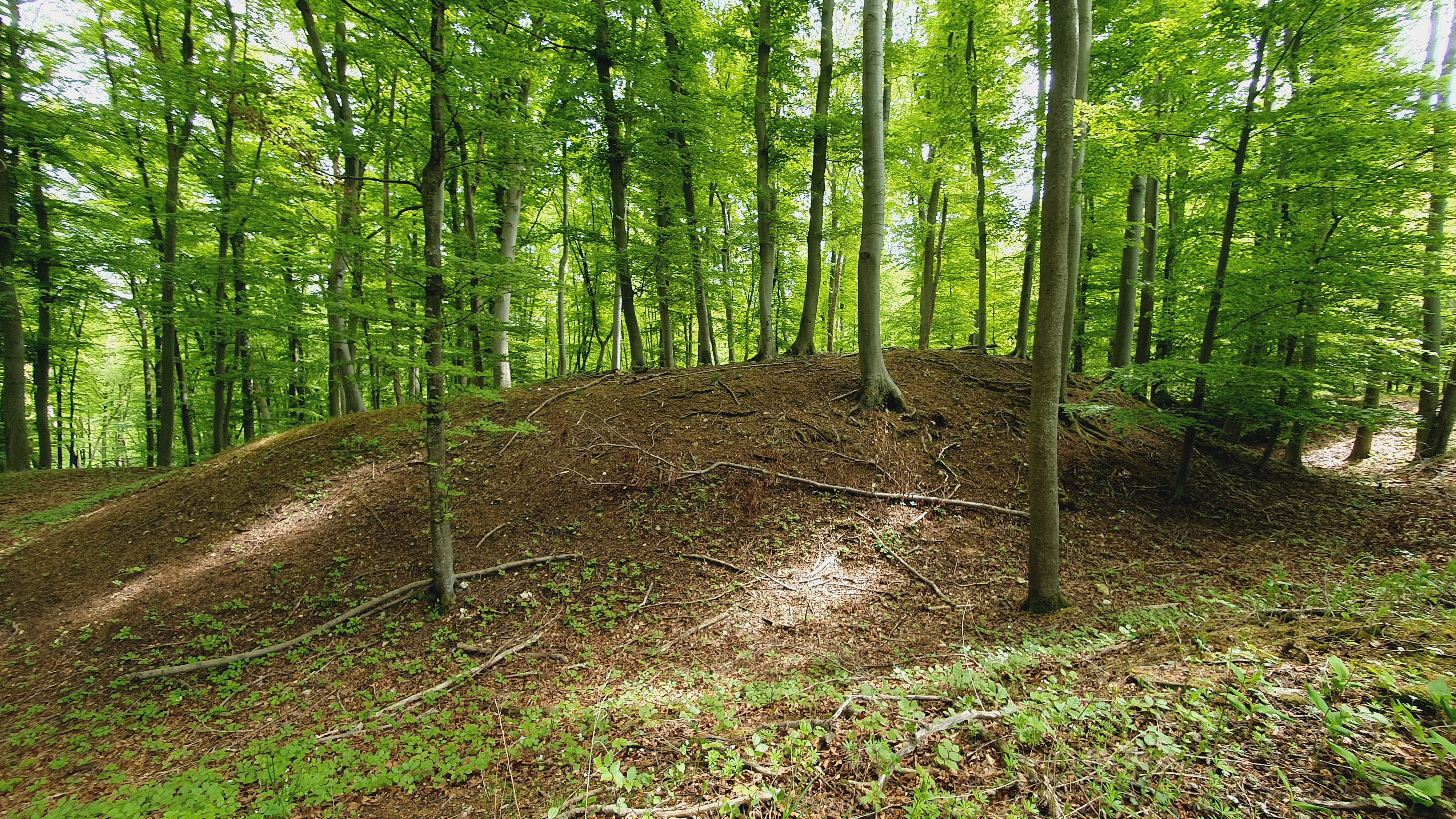
Der Burghügel
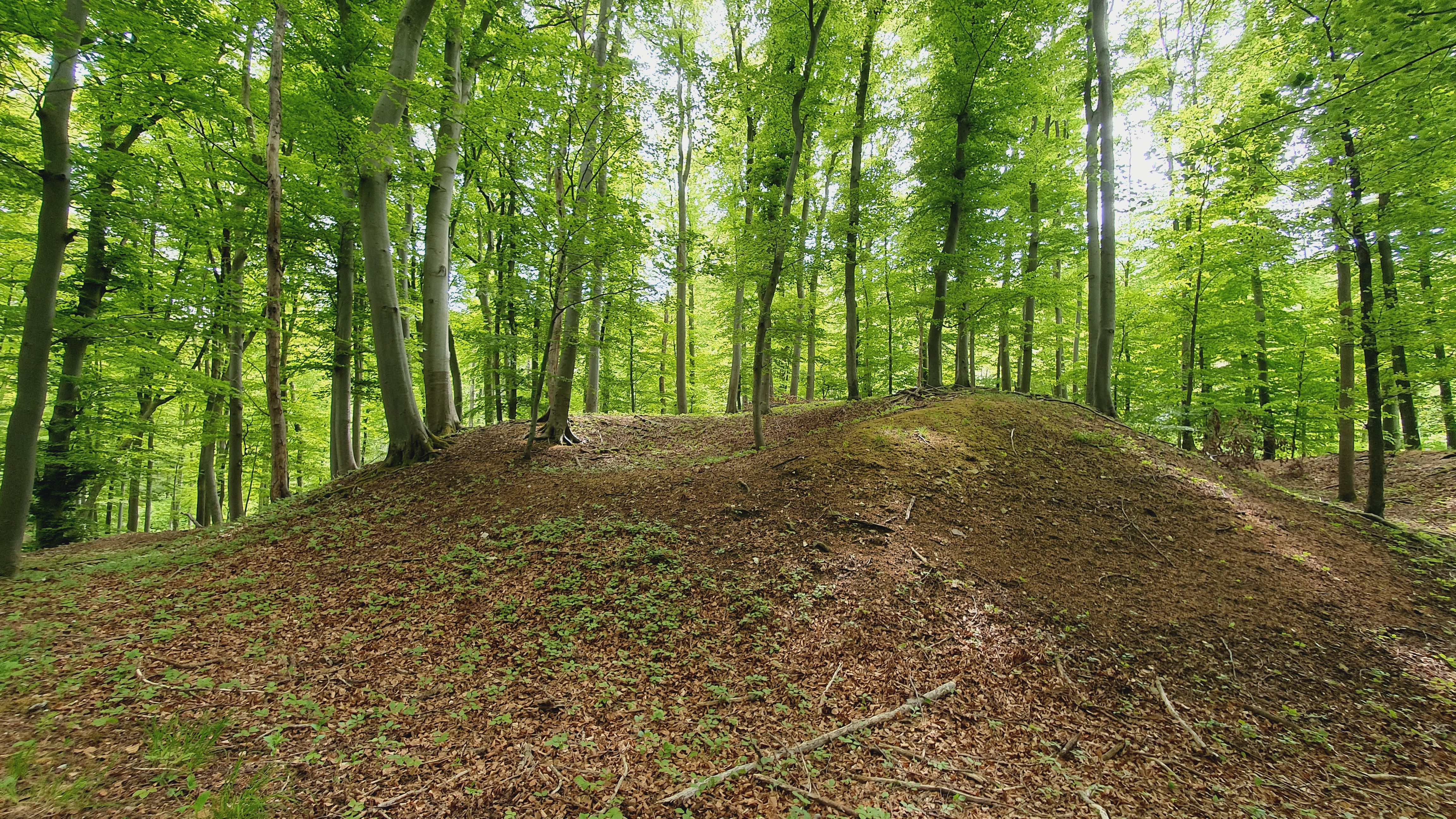
Burghügel mit Vertiefung (mittig) und umlaufenden Graben
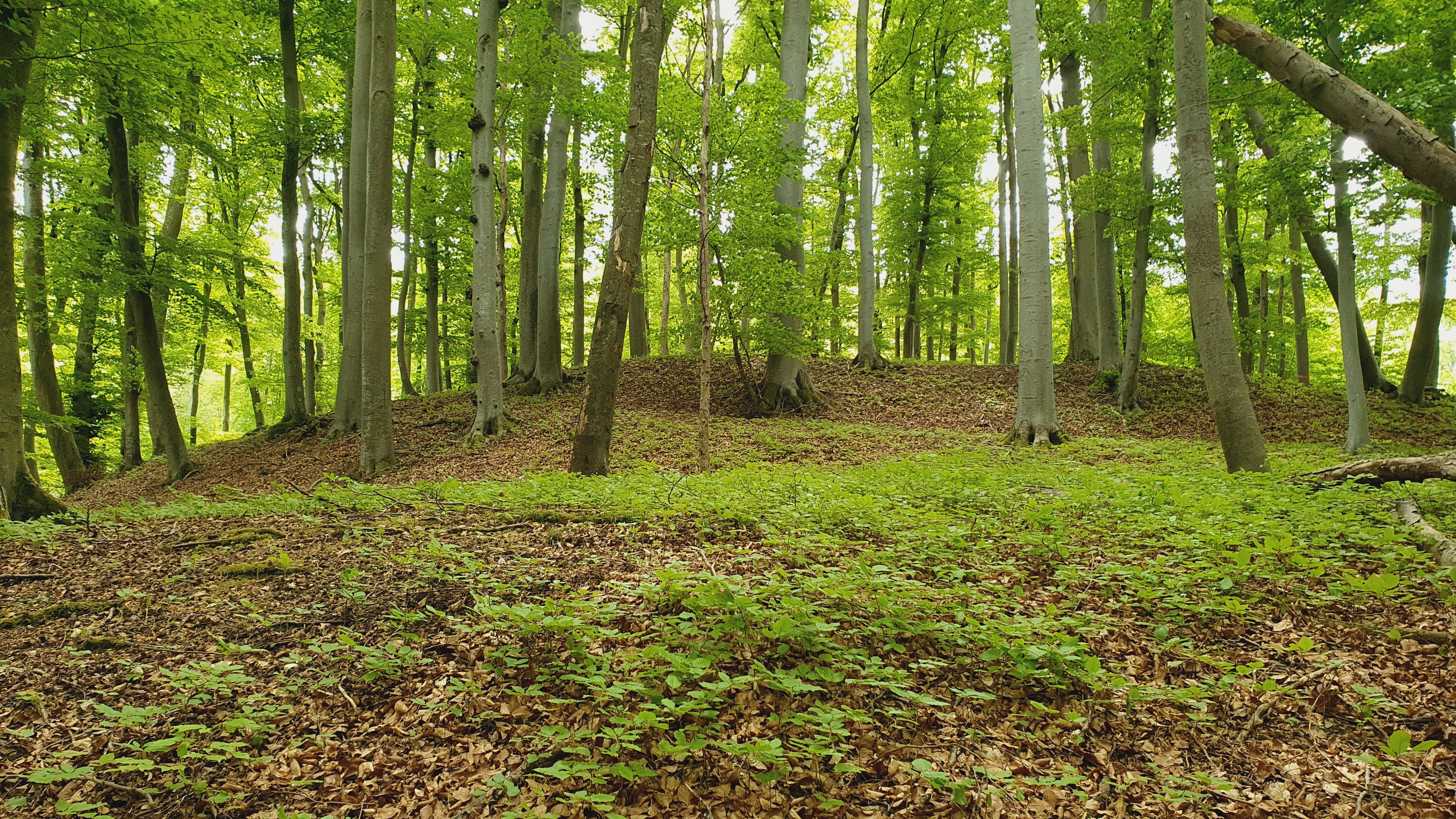
Blick vom Tal mit 2 vorgelagerten Gräben
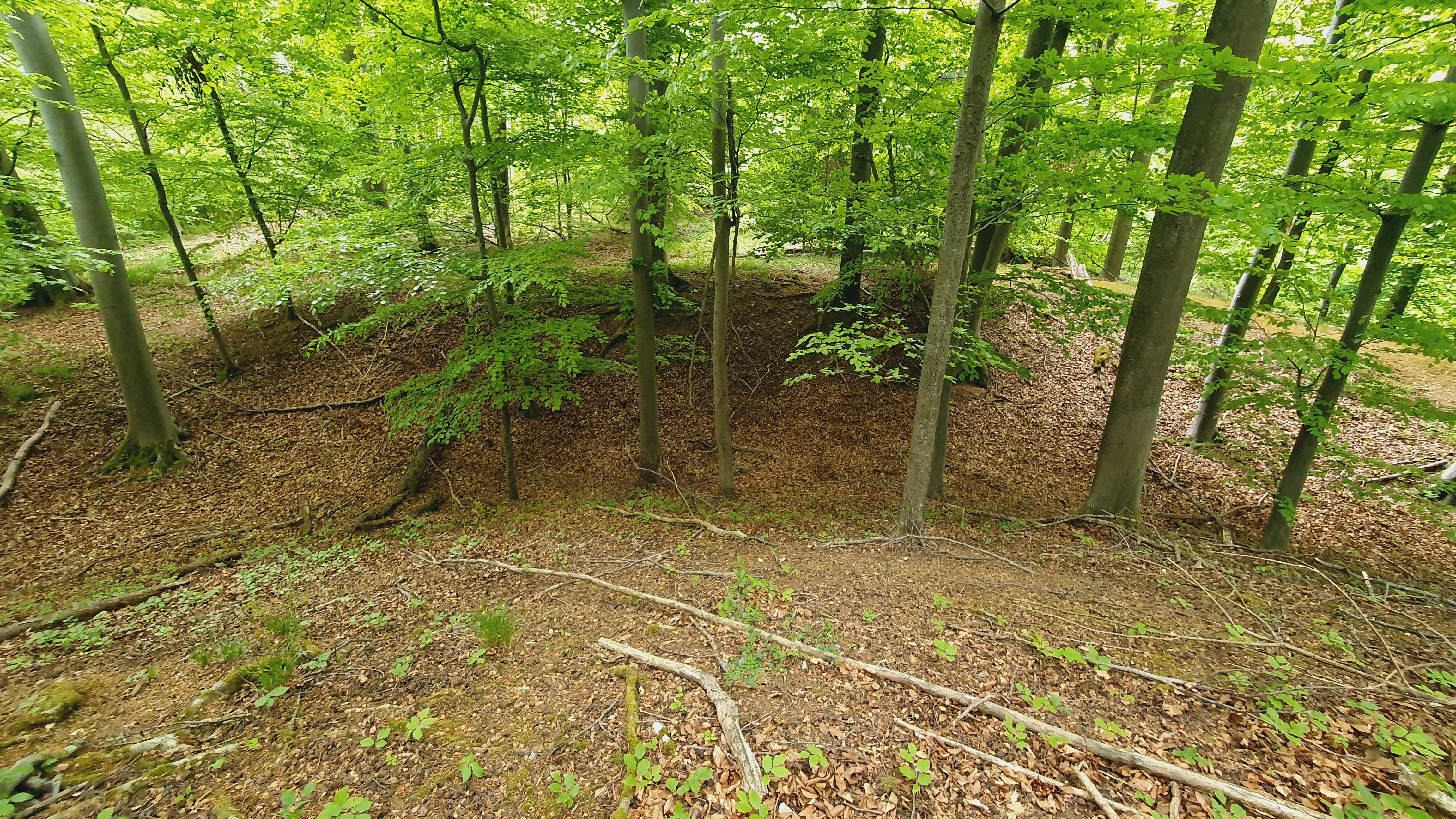
Blick in den Burggraben und Wallrest